# Talagasari (Banjarwangi)
Talagasari is een bestuurslaag in het regentschap Garut van de provincie West-Java, Indonesië. Talagasari telt 7591 inwoners (volkstelling 2010).